# レールバス
レールバスとは、バスなどの自動車の装備を流用した、もしくはそれをベースに造られた小型の気動車である。軽量で製造・運用コストが低いことから、乗客の少ない閑散路線への投入が古くから行なわれている。

## 日本国外のレールバス

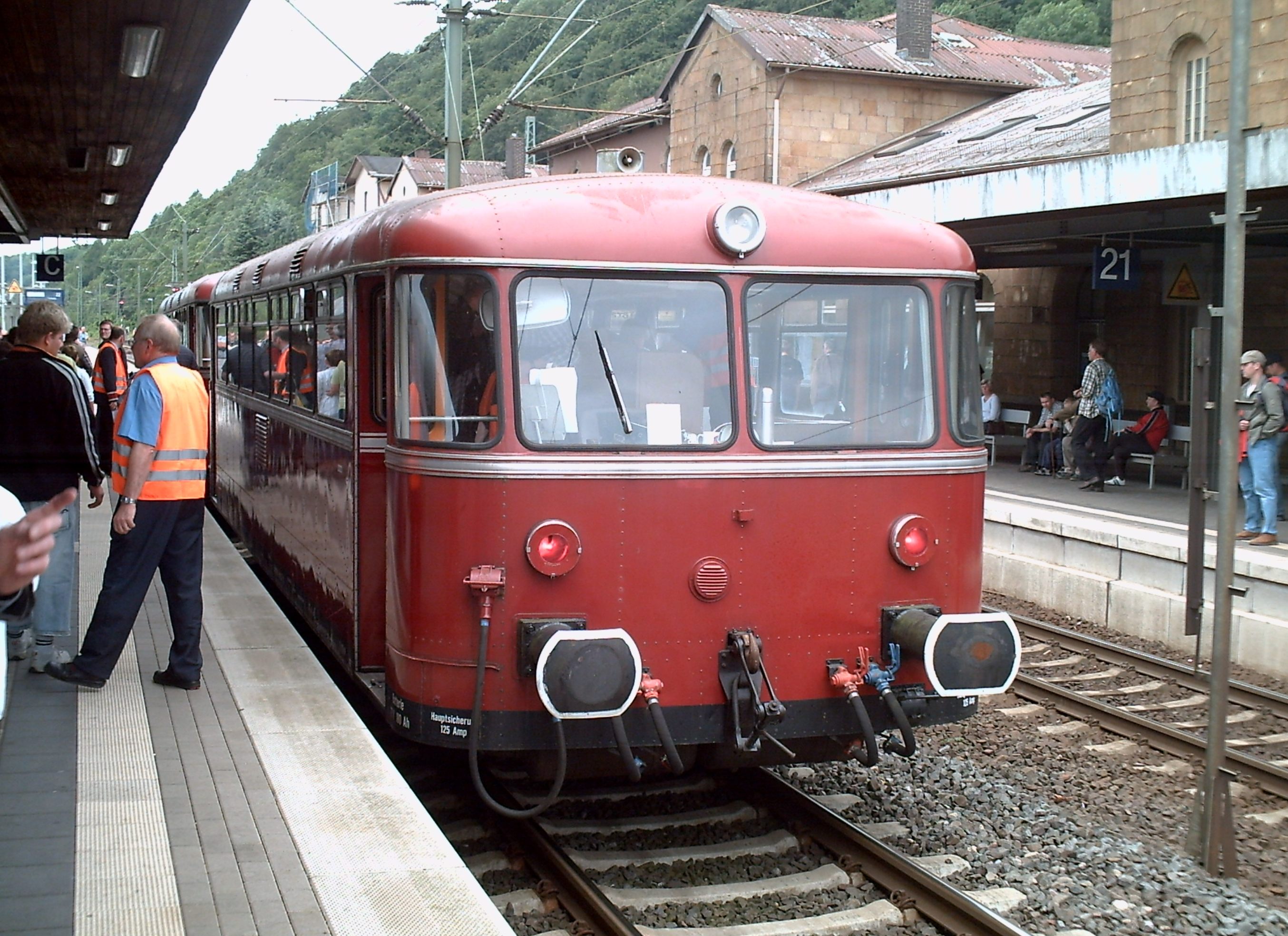
ドイツ連邦鉄道に導入されたレールバス「ウアーディンゲン・シーネンオムニバス」（西ドイツ国鉄VT98型気動車）

アメリカ合衆国の例としては1931年製造のギャロッピンググースが挙げられる。ヨーロッパにおいては特に1950年代より西ドイツ、フランス、イギリス、チェコスロバキアなどで量産され輸送量の少ない線区で使用された。

## 日本におけるレールバス

### 定義
日本では狭義には1950年代西ドイツのレールバスを参考に開発された国鉄キハ10000・10200（キハ01〜03）形気動車と富士重工業（現・SUBARU）が1960年前後と1980年代に製作した車体をバス工法で組み立てた小・中型気動車を指している。
広義には自動車用の部品を積極的に使用したバス程度の大きさの気動車を意味するが、一般的な気動車との区別は曖昧な部分もあり、例えば甘木鉄道では、開業時から15m級の気動車を使用しており、2017年現在では18m級の気動車を使用しているが、開業以来一貫して「レールバス」の呼称を一般に使用している。

### 「軌道自動車」時代

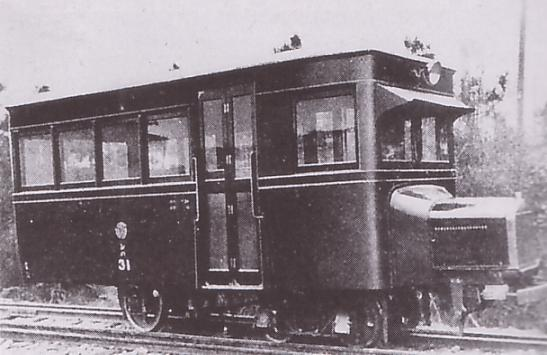
当時のバスそっくりな日本車輌製造製単端式気動車の例：三重鉄道シハ31（推定）

海外と同様日本においても黎明期の気動車は自動車を参考に製作された。日本で最初の内燃動車といえる矢沼商店が販売を目的に製作した車輛も自動車を改造して鉄道用の車輪を付けたものだった。しかし、この車輛は当時需要のあった軽便鉄道に導入するのは構造上難しく、結局実際に地方の鉄軌道で運行された内燃動車は自動車のエンジンを利用しつつも鉄道用に台枠と車体を新製した車輛が大半である。車体に当時のバス工法をとりいれた車輛も日本自動車が多摩湖鉄道に納入した車両（ジハ1・2）に採用されたと推測される程度にとどまっていて、日本車輌製造が軽便鉄道に納入した一見当時のバスにそっくりな外観をもつことから「乗合自動車（バス）型」と呼ばれる単端式ガソリンカーも台枠・車体とも鉄道車両工法で製作されている。このため、どこまでがレールバスなのか定義するのは難しく定説はない。ただ「レールバス物語」の発表以降、片運転台式で逆転機をもたず、折り返しには方向転換が必要な単端式ガソリンカーをレールバスとして扱うことは大方で一致した見方である。

### 第1世代レールバス

#### 国鉄レールバス　キハ10000・10200（キハ01〜03）形

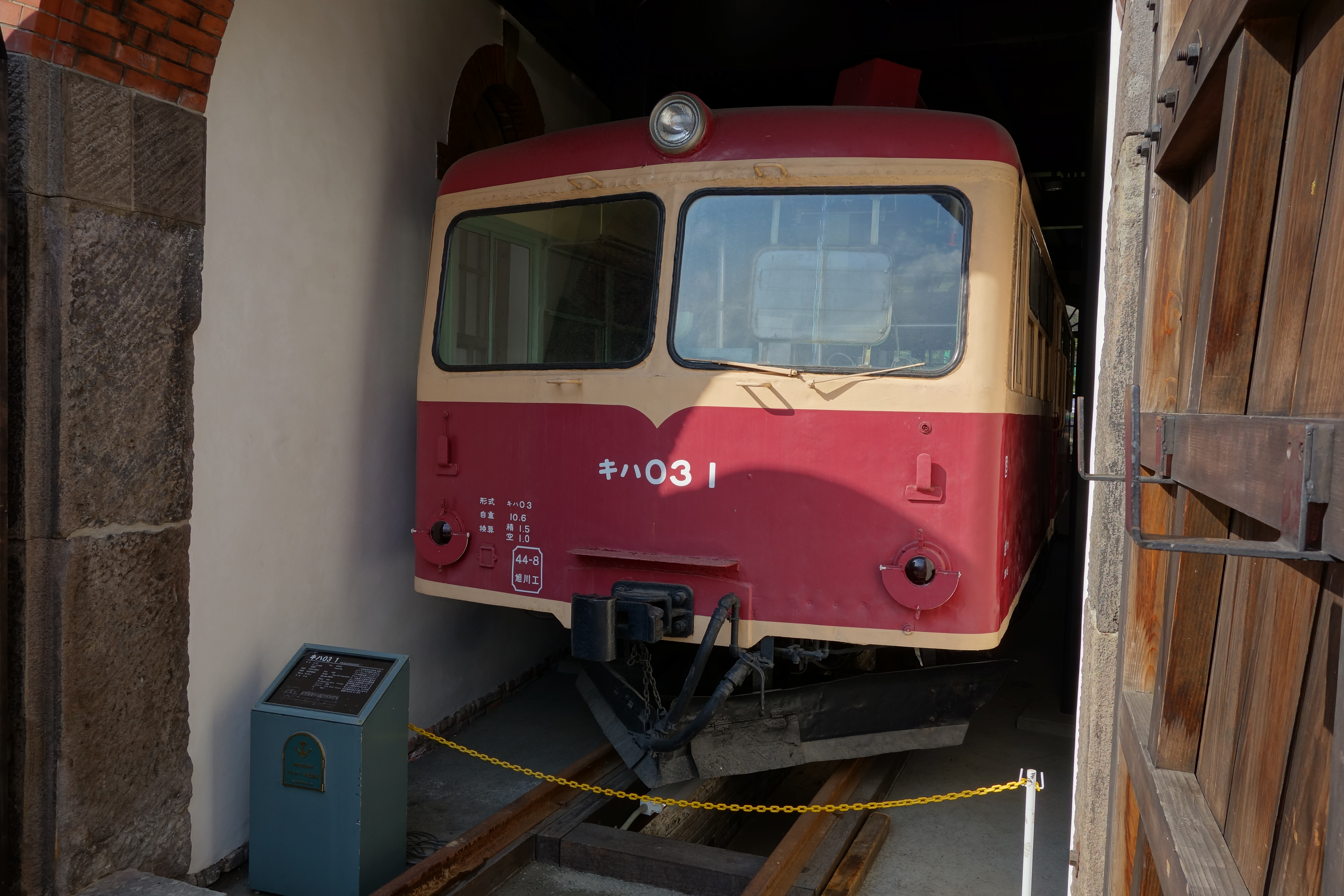
小樽市総合博物館に展示されているキハ03 1。

欧州では道路事情が比較的良かったこともあり、大排気量のエンジンを搭載するなどバスの大型化が進んだ。こうした車両を鉄道関係者が見逃すわけはなく、閑散路線でのレールバスの導入が進んだ。日本では、1953年（昭和28年）に国鉄総裁の長崎惣之助が西ドイツでレールバス（西ドイツ国鉄VT98型気動車（ウアーディンゲン・シーネンオムニバス））を視察したことを契機に、国鉄にも導入計画が持ち上がり、1954年試作車が製造された。以降量産車、設計変更形、北海道形（極寒地向け）が数次にわたり増備された。日本においてレールバスという用語が一般化したのはこの形式が「レールバス」という名称で紹介されてからである。
1950年代の日本はまだモータリゼーションがすすんでおらず、主要国道でアスファルト舗装がようやく進むといった劣悪な道路状況下であり、鉄道輸送の占める比重は大きかった。閑散線区といえどもラッシュ時などは相当な混雑であり総括制御が出来ず、連結両数も制限される国鉄形レールバスでは対応できないこともあった。また当初想定していた機動的な運用を行なった線区では利用客の増加など成果をあげたが、増加した乗客には収容力の少ないレールバスではやはり対応が難しかった。混雑時には座席を撤去して運用されていたという報告すらある。さらに、乗り心地が悪いことや、便所のない点でも一般的な気動車に比べて劣っていた。国鉄のレールバスはそれでも耐用年数を迎えた1960年代まで使用された。

#### 富士重工業製レールバス

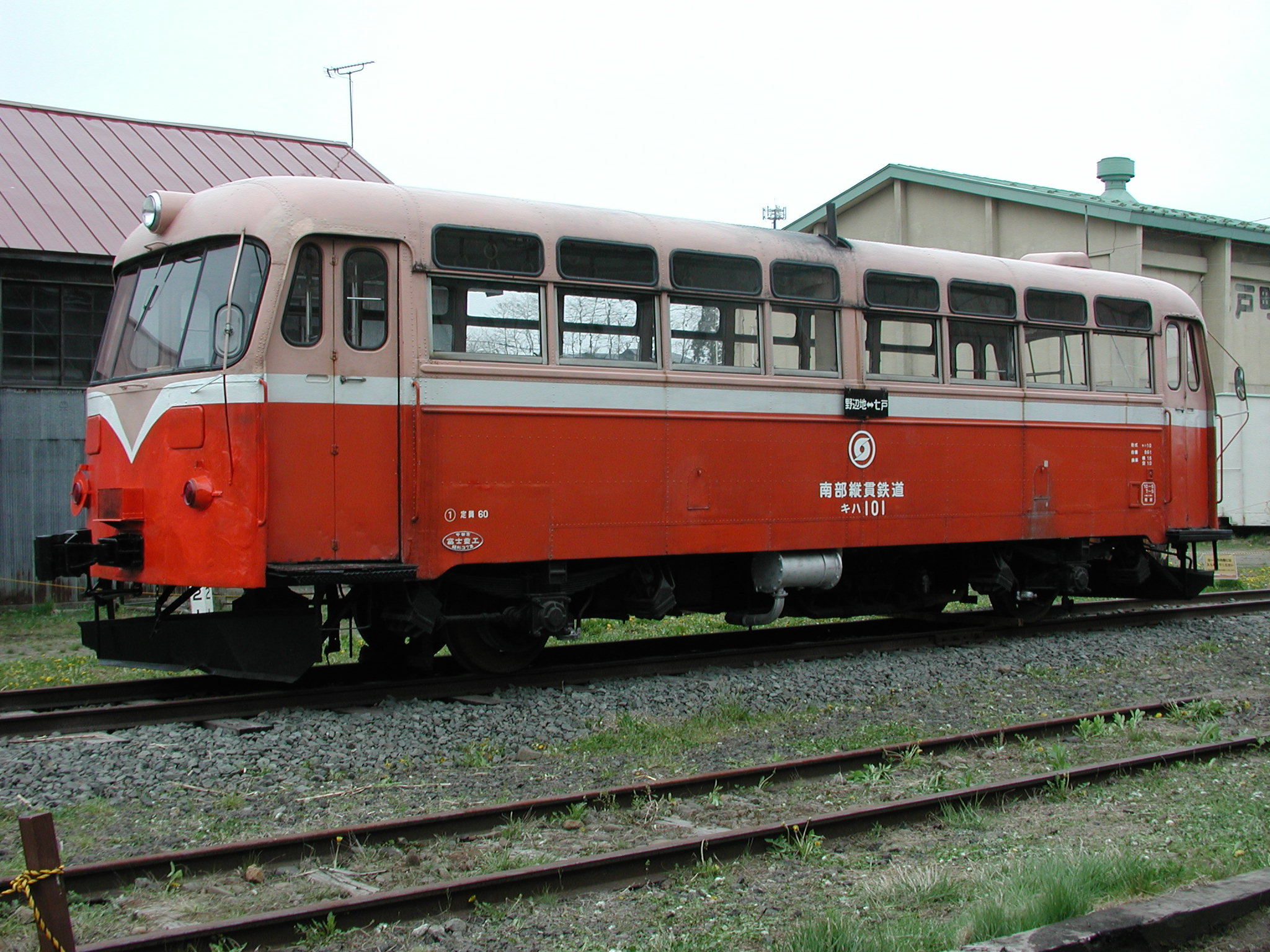
富士重工業製レールバスの例（南部縦貫鉄道キハ101）

国鉄がレールバスを採用した流れを受け、バスボディメーカーでもあった富士重工業（現在のSUBARU）が、地方私鉄向けにレールバスの製造を開始、羽幌炭礦鉄道（キハ11）と南部縦貫鉄道（現・南部縦貫）（キハ101・102）に納入している。富士重工業製のレールバスは車体自体がバス工法（モノコック）で組み立てられているのが特徴である。
羽幌炭礦鉄道のものはやはり収容力の問題から数年でより大形の車輛（キハ22形）に役目を譲っているが、旅客数の少ない南部縦貫鉄道のレールバスはバスの耐用年数を大幅に上回って鉄道の運行休止まで30年以上主力として使用され続けた。さらに同車は路線休止・廃止後も動態保存されており、製造から50年を経過してもなお実際に乗車できる状態で維持されていることが特筆される（詳細）。

#### その他
1955年頃に日本車輌製造も国鉄がレールバスを採用した流れを受け、地方私鉄向けのレールバスの製造を企画したが実際の受注にはいたらなかった。
北海道に存在した特殊な軌道である簡易軌道で使用された気動車「自走客車」や根室拓殖鉄道の「かもめ」「銀竜」は、バス程度の大きさの小型車で、エンジンの他に座席や窓枠などにもバス用の部品を使用していることからレールバスの一種となる。
なお、戦前には円太郎バスを改造した磐城炭砿、1955年に大阪市交通局から放出された中古バスをそのまま改造した山鹿温泉鉄道、やはり中古バスを改造した鶴居村営軌道（簡易軌道）で文字通りのレールバスを投入している。

### アンヒビアンバス
アンヒビアンバスとは国鉄が1962年に製造した鉄道線上も運行可能な道路-鉄道直通バスである。正式名称は043形特殊自動車。三菱ふそう製R480リヤエンジンバス用シャーシを改造したもの（R480改）にDB31A-62ディーゼルエンジンを搭載し、さらに中央出入り台式の富士重工業製モノコックボディを架装したバスを基本とする。
このため道路上では外観上ほぼ完全に一般のバスと同様で、鉄道線走行時に車体前後の下部にそれぞれ鉄道線用の2軸ボギー式台車を装着する構造である。
鉄道線用台車は溶接組み立て構造の軸ばね式台車で、枕ばね部に線路と平行な配置で重ね板ばねを置き、これを吊りリンクで台車枠から吊り下げて支持する、やや古風な設計となっている。
この台車は軸距1,200mmで内側寄りに減速機を装架しており、車体後端に置かれたエンジンからの動力はプロペラシャフトで一旦車体中央に導かれ、ここに置かれた補助変速機と称する鉄道・道路いずれかの駆動系への動力伝達経路を選択する機構を経由して、ユニバーサルジョイントとスプライン軸付きプロペラシャフトで進行方向前側の台車の第2軸、つまり内寄りの車軸を駆動する設計である。
このように極めて複雑な駆動系であり、また片押し式の空気ブレーキを搭載してそのための補助空気溜を台車枠に吊り下げるなど、ブレーキ系統も複雑な機構を備えていた。
この台車に車体を搭載するため、通常のバスとは異なる荷重負担が発生し、シャーシには大がかりな補強工事を実施する必要性が生じた。また、バスの車体幅は通常の国鉄旅客車両と比較して狭く、そのままではホームでの乗降には問題があったことから、客用扉には空気圧によって展開・格納される折りたたみ式ステップが搭載されていた。
このアンヒビアンバスの場合、台車の着脱には台車そのものの着脱に加え、駆動用プロペラシャフトのスプライン軸のはめ込み・抜き取りやブレーキ管の連結・解放など複雑な手順を要した。そのため実用に供するには問題が多く、実際に鉄道線上で営業運転されることは無かった。
なお、試験終了後は通常のバスとして使用されたという。

### 第2世代レールバス

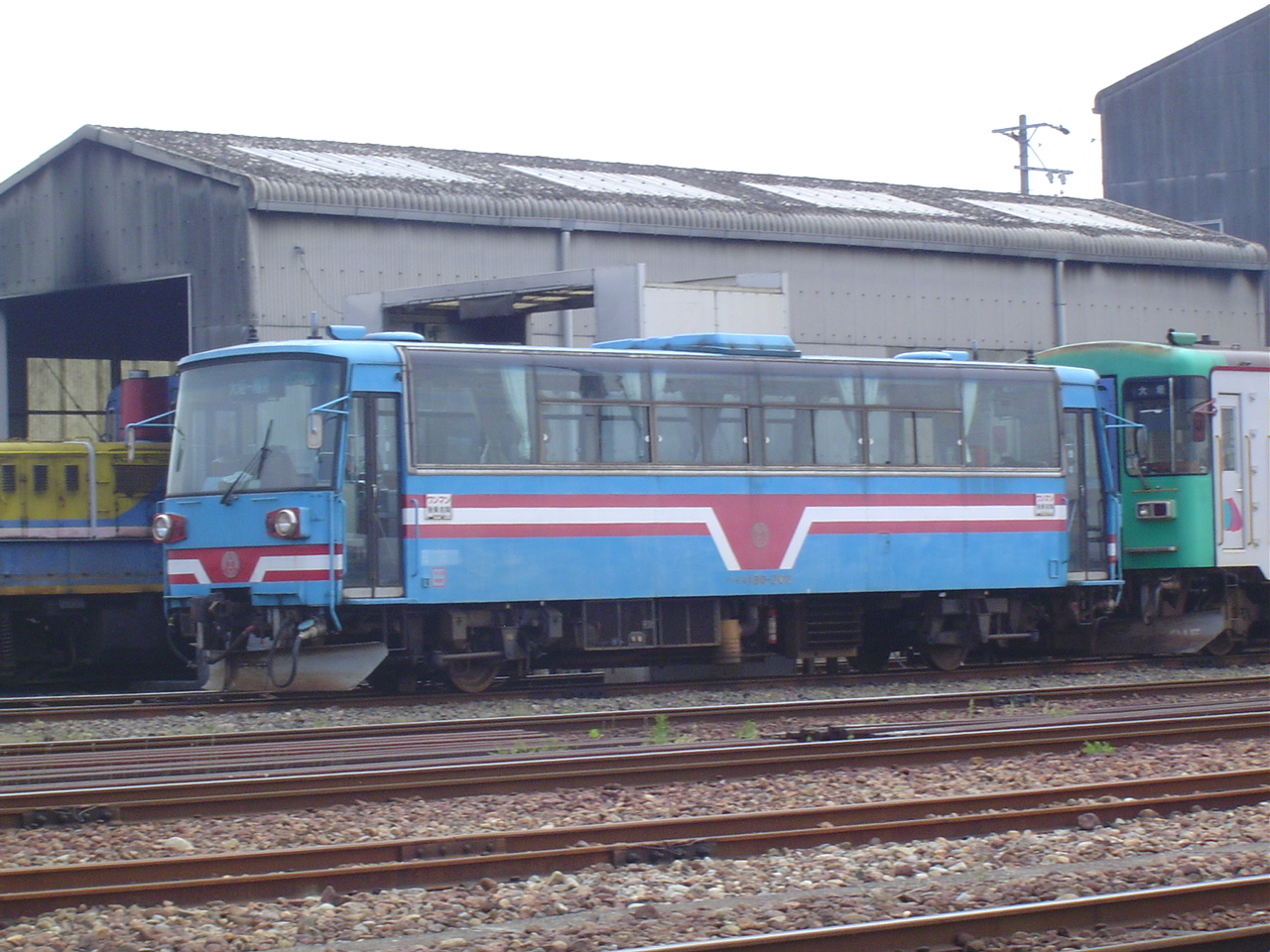
樽見鉄道ハイモ180-200形（LE-Car II ・12メートル型）

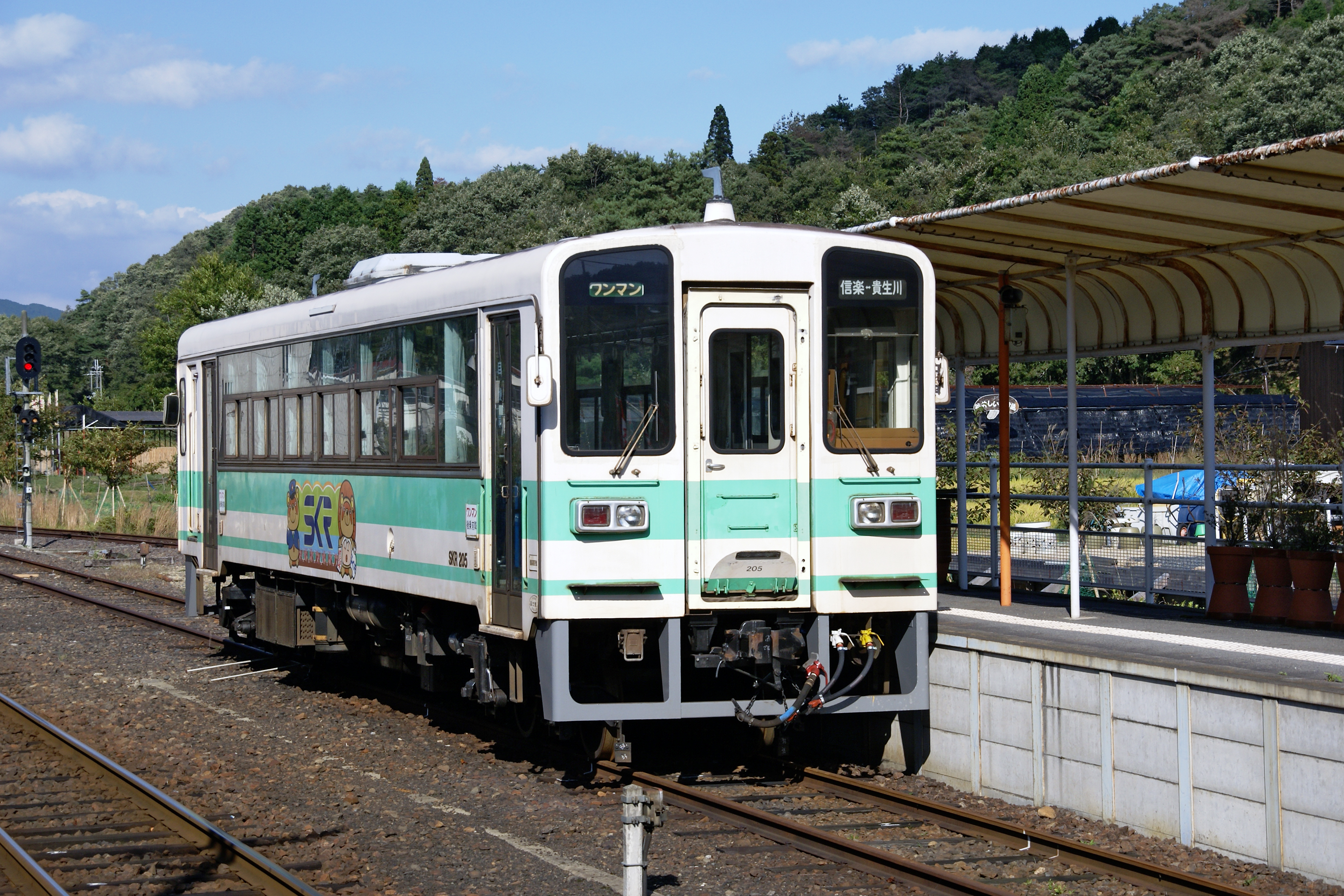
LE-DCの初期タイプである信楽高原鉄道SKR200形

1970年代から、日本においてもモータリゼーションが進展、地方私鉄の乗客減少に拍車が掛かり経営難が深刻化する会社も出た。1982年に利用客の少ない私鉄向けに富士重工業がバスの構造を大幅に取り入れたLE-Carを開発し、国鉄の特定地方交通線が第三セクター化したことにより多くの鉄道で採用された。LE-Carの特長は総括制御運転が可能なことで、これまでのレールバスの弱点であった混雑時の連結運転が容易になった。当初開発された12メートル級の小型車に続いて15メートル級の中型車も追加されている。バスに準じた車体のため一般の鉄道車輛に比べ耐久性が劣ることは否めず、既に廃車となったLE-Carも多い。
新潟鐵工所（現在の新潟トランシス）もローカル線向けの気動車NDCシリーズを開発、LE-Carと同様第三セクター鉄道を中心に導入された。NDCシリーズはエンジンに船舶用を改良したものを搭載、車体も鉄道車輛工法、内装品にバス用品が併用されている程度なので、同様な構造の国鉄キハ32形気動車とともにレールバスに分類するかどうか意見が分かれている。
1990年代以降、富士重工業も車体を鉄道車両工法とした新型のLE-DCタイプが主流となり、LE-Carの製造を終了した。多少値段が高くても、バス構造より鉄道車輛構造の車体を選ぶ鉄道事業者も少なくないことが理由の一つとしてあげられている。
近江鉄道では、電化区間ながらコスト削減のためにLE-Carを導入したものの、車体の小さなLE-Carではラッシュ時に1両では乗客をさばききれず2両での運用が常態化し、結局10年で使用停止となって17m級の電車1両に代替された。このように必ずしもコスト削減に寄与するとは限らなかったのである。

### デュアル・モード・ビークル

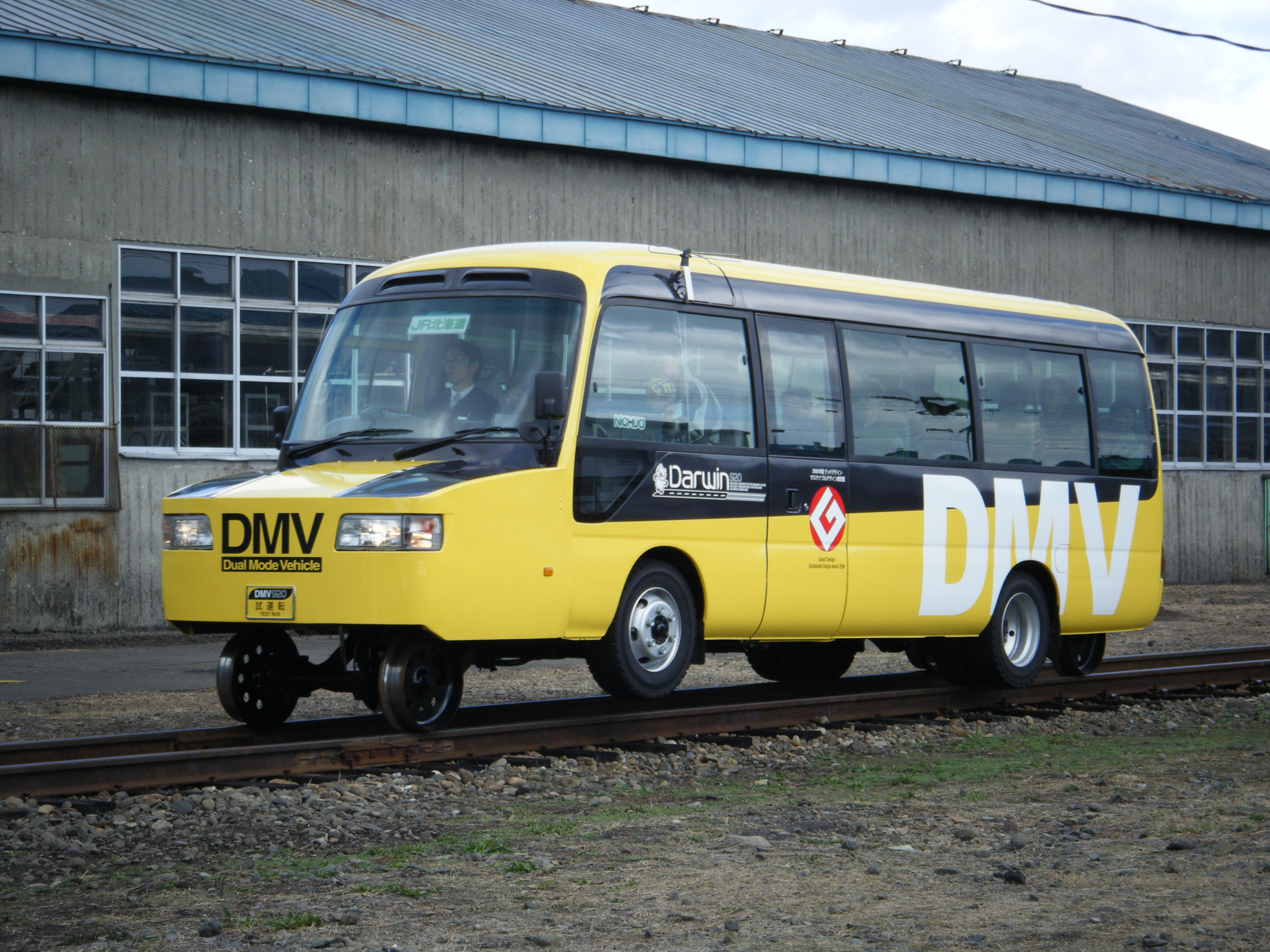
デュアル・モード・ビークル（2008年10月、JR北海道苗穂工場）

2004年に、北海道旅客鉄道（JR北海道）が日産・シビリアンを種車にしたデュアル・モード・ビークル（DMV）を試作、2007年には釧網本線で限定的な運用を行っている。2008年にはトヨタ製の新車（コースターがベース）を落成させ、早ければ2015年に営業運転に投入する予定だったが、2013年にDMVとは無関係にJR北海道管内で事故が多発した影響により、DMVの導入は断念された。
その後2021年になって、徳島県海部郡海陽町の海部駅と高知県安芸郡東洋町の甲浦駅とを結ぶ阿佐東線を運営する阿佐海岸鉄道がDMVを導入した。